# Магрета (Модена)
Магрета (итал. Magreta) је насеље у Италији у округу Модена, региону Емилија-Ромања.
Према процени из 2011. у насељу је живело 3344 становника. Насеље се налази на надморској висини од 77 м.